# Capilla de Nuestra Señora de Jerusalén
La Capilla de Nuestra Señora de Jerusalén es un templo católico construido a finales del siglo XIX por la congregación de los Asuncionistas como parte del albergue de Notre Dame de France, hoy en día Notre Dame of Jerusalem Center. 
La capilla, que se encuentra en el primer piso del albergue, tiene 19 metros de longitud, 12 de anchura y 14 de altura. Su techo es bóveda de crucería.

## Historia

### Construcción y bendición

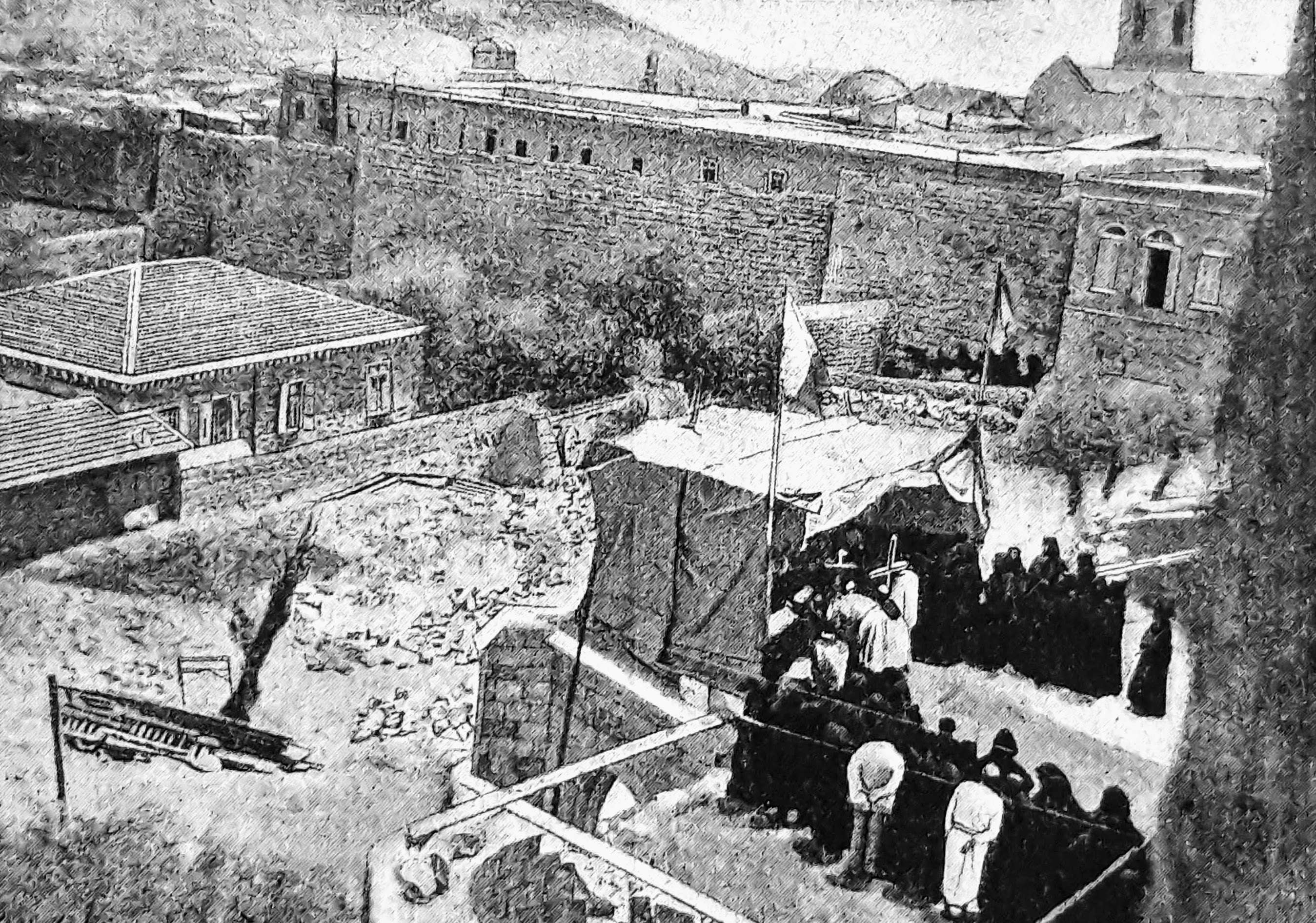
Deposición de la primera piedra

La primera piedra fue puesta el 22 de mayo de 1893 por Mons. Langéniux, arzobispo de Reims, que se encontraba en Jerusalén como legado de la Santa Sede para la presidencia del VIII Congreso eucarístico internacional. Fue ejecutada por el P. Germer Durand, A.A., adaptando los planos que había el P. Pierre Paul Brisacier (1831-1923) dentro del conjunto de Notre Dame. El texto de la Primera piedra decía: 
Anno salutis partus Virginis MDCCCXCIII, die XXII Maii, regnante Summo Pontifici Leone XIII, Emminentissimus Dominus Dominus Benedictus Maria, Tituluaris Sancti Ioannis ad Portam Latinam Sanctae Romanae Ecclesiae Cardinalis Langéniuex, Archiepiscopus Rhemensis, Sanctae Sedis Legatus,hunc lapidem posuit (El año de la salvación por el parto de la Virgen 1893, el 22 de mayo, bajo el reinado del Sumo Pontífice León XIII, el Eminentísimo Señor, Mons. Benoit-Marie Langéniuex, cardenal de la Santa Iglesia Romana con el título de San Juan de la Puerta Latina, arzobispo de Rheims y Legado de la Santa Sede, depuso esta piedra). 

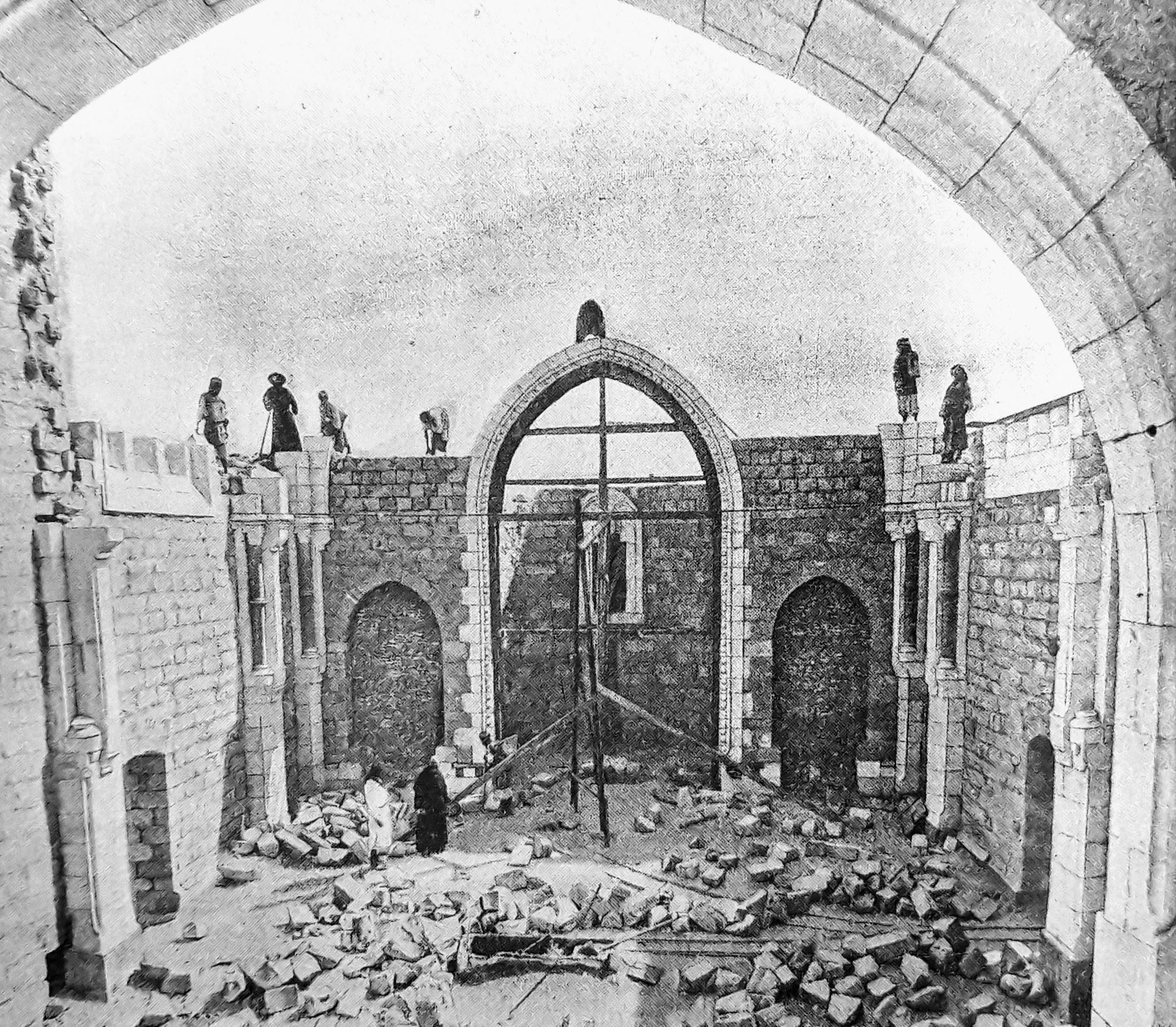
Estado de las obras a finales del año 1893. El P. Gérmer Durand, A.A., arquitecto de la iglesia, se encuentra en medio de las obras, junto al ábside.

La capilla fue bendecida solemnemente por Mons. Pasquale Appodia, obispo auxiliar de Jerusalén, el 21 de noviembre de 1894, fiesta de la presentación de la Presentación de María. El P. Gérmer Durand, superior de los asuncionistas, escribía:
Todas las comunidades de Jerusalén estaban representadas en la inauguración (...) La Custodia de Tierra Santa estaba representada por el R. P. Urbain-Marie, vicario de la custodia, y por R. P. Curé. El R.P. Lagrange y un grupo numeroso de frailes dominicos representaban a l'École Biblique. Los Padres Blancos, el P. Evagre, los sacerdotes de Sión, los Misioneros de Betharram y los Lazaristas estaban también, junto con un numerosa representación del clero del Patriarcado Latino y del seminario
En el nicho que preside el ábside se coloca una imagen de la Virgen María que es una réplica de Notre Dame du Salut.
A lo largo de los años sucesivos la iglesia se iría decorando con abundantes frescos y mosaicos. Los dos campanarios octogonales que flanquean el ábside se terminaron en 1889. En 1901 se instalarían las campanas, y en 1904 la obra se culminaría con la colocación de una estatua de la Virgen María de 6 metros de altura entre los dos campanarios en 1904. La estatua de la virgen es del P. Étienne Bouvet, A.A., quien por entonces había relevado al P. Gérmer Durand como arquitecto de Notre Dame de France

### Deterioro

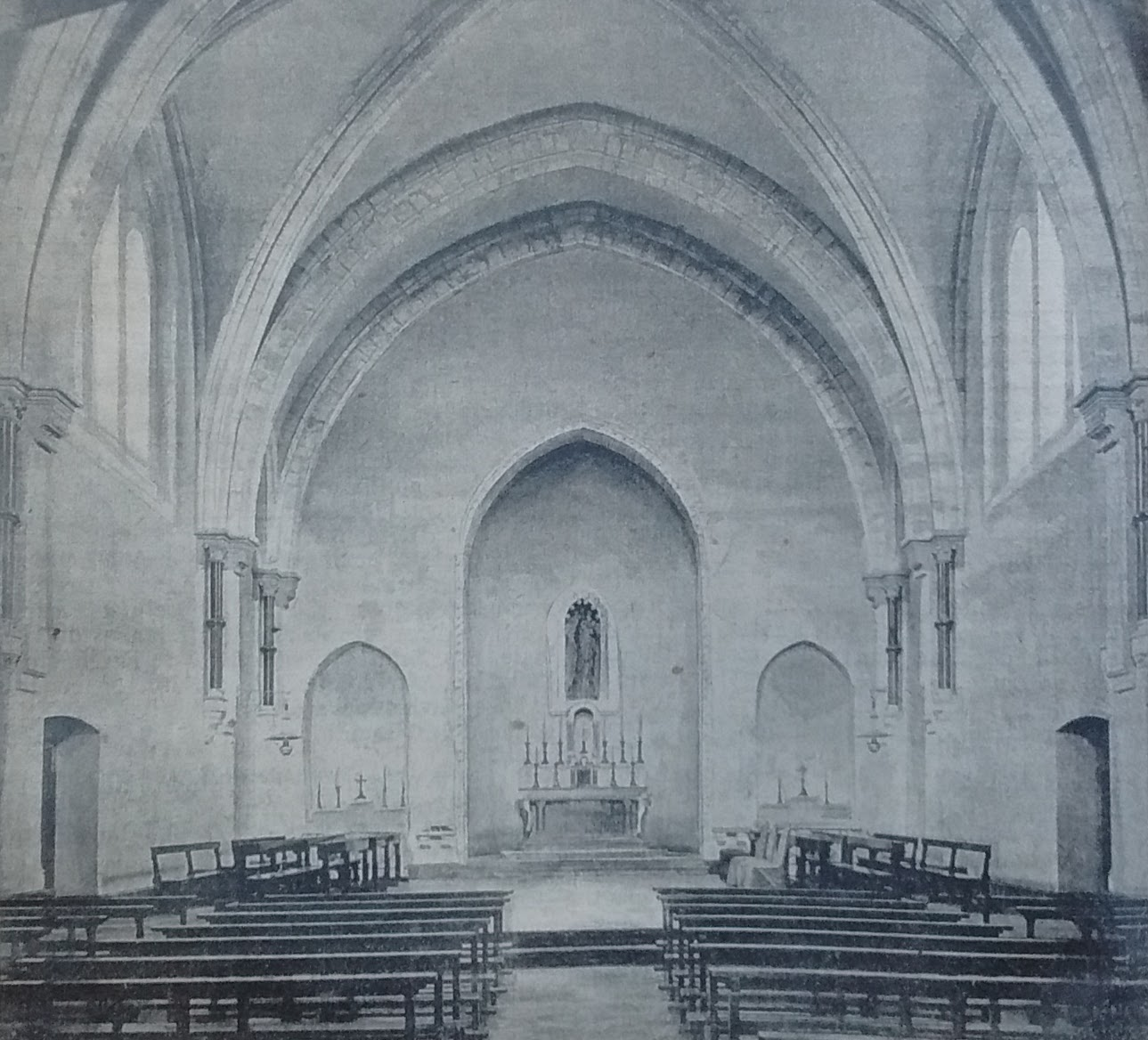
La Iglesia recién bendecida en noviembre de 1894

En 1948, durante la guerra árabe-israelí, todo el complejo de Notre Dame fue objeto de fuertes luchas entre jordanos e israelíes. Al término de la guerra el edificio, y la capilla en particular, quedaron en un estado ruinoso. Tras algunas reparaciones urgentes, poco después de la guerra la capilla volvería a retomar sus funciones religiosas. 

### Reestructuración
En la década de 1970, tras la adquisición de Notre Dame por parte de la Santa Sede, todo el conjunto fue objeto de una ambiciosa restauración. Por lo que se refiere a la capilla, la capilla de esta (el coro y lo que hay debajo de él) se separa de la misma para permitir el paso de un ala del albergue a la otra sin entrar en la capilla misma. El pasillo resultante en la parte inferior forma el atrio de la capilla actual, y en él se instala la pila bautismal.
En el interior de la capilla misma, se eliminaron los mosaicos y todo el estuco que recubría las paredes, el cual había estado cubierto completamente por pinturas murales decorativas y temáticas. A causa de las diversas vicisitudes que había sufrido el edificio, tanto los mosaicos como el recubrimiento de estuco habían sido gravemente dañados. De este modo, las paredes de la capilla en la actualidad muestran la piedra del muro. El viacrucis de cerámica, que estaba integrado en las pinturas murales sobre el estuco, también fue extraído y se conserva en el atrio de la capilla. 
Por lo demás, la capilla se adapta a las necesidades de la liturgia reformada según el Concilio Vaticano II, eliminando el altar adosado a la pared en el ábside, y creando un nuevo altar mayor exento utilizando los dos altares laterales. En cada uno de los ábsides laterales se ponen sendos iconos de Jesucristo y de la Virgen María, y debajo del icono de Jesucristo se instala el sagrario. 
En 1980 profesores de la  Universidad de Notre-Dame en los Estados Unidos enriquecen la capilla con varios elementos: el P. James Flanigan, S.I. dona la estatua de la Sedes Sapientiae, una imagen de la Virgen María en imitación de bronce, que sustituirá a la imagen original que presidía el ábside (posteriormente se volverá a poner la imagen original y la de la Sedes Sapientiae se conserva ahora en el atrio de la misma capilla, junto a la piedra bautismal); el Prof. Bob Leader dona los vitrales; y el arquitecto Frank Montana dona la pila bautismal, compuesta por uno de los anillos de Acueducto Superior (que en el período romano llevaba agua de Belén a Jerusalén) y una pequeña estatua de bronce de san Juan Bautista.
En el 11 de mayo de 2009 Benedicto XVI, en el marco de su visita apostólica a Tierra Santa, visita Notre Dame of Jerusalem Center y dona para la capilla el sagrario que se encuentra en la actualidad, reemplazando el sagrario que se había instalado cuando se reformó la capilla en la década de los 70.
El año 2010 se adquirió un órgano construido por la Nelson & Co. (Durham). El órgano fue construido para la iglesia metodista de Saint George, en el norte de Inglaterra. Cuando la iglesia se cerró, el órgano fue adquirido y restaurado por Orgelbau Willi Peter, y fue bendecido el 29 de abril de 2011.

## Privilegios
El 18 de abril de 1896 León XIII, mediante un breve, trasladaría a esta capilla la indulgencia plenaria que había anexa al sepulcro de María, por encontrarse este en manos de los ortodoxos y armenios y no poder ser visitado sin graves inconvenientes por los peregrinos católicos.